# Jean-Gabriel Bouffet
Jean-Gabriel Bouffet, francoski general, * 1882, † 1940.